# Пылаев, Пётр Александрович
Пётр Александрович Пылаев (род. 29 августа 1960 года) — российский спортивный деятель, генеральный секретарь ФВМС России, вице-президент СФВМС Санкт-Петербурга, международный комиссионер Международного водно-моторного союза (UIM), член международной спортивной комиссии COMIMSPORT UIM, член комитета по аквабайку UIM, кандидат экономических наук, профессор кафедры теории и методики водно-моторного и парусного видов спорта Национального государственного университета физической культуры спорта и здоровья им. П. Ф. Лесгафта, Санкт-Петербург, государственный советник Санкт-Петербурга 2 класса.

## Биография
Пылаев Пётр Александрович родился 29 августа 1960 года. В 1985 году окончил Ленинградский кораблестроительный институт по специальности инженер-математик, в 1994 году - Санкт-Петербургский государственный университет по направлению государственное и муниципальное управление по специальности менеджер.

## Карьера
С 1993 года работал начальником аппарата заместителя мэра Санкт-Петербурга. В апреле 2000 года Пётр Александрович вступает в должность помощника депутата Государственной Думы, а в июне 2001 становится начальником аппарата вице-губернатора Санкт-Петербурга.
В 2002 году он переходит на должность заместителя генерального директора, заместителя директора по недвижимости и заместителя финансового директора ЗАО «Шестнадцатый трест».
С 2010 года Пётр Александрович — генеральный секретарь, затем с 2020 - вице-президент Федерации водно-моторного спорта России.
В 2012 году он вступает на должность вице-президента РОО «Спортивная федерация водно-моторного спорта Санкт-Петербурга».

## Спортивная карьера
Кандидат в мастера спорта, с 2000 по 2006 годы в составе команды «Фаворит» принимал участие в международных гонках на надувных лодках с подвесными моторами «24 Часа Санкт-Петербурга», в 2001 году занял 1-е место в классе PR 700, в 2003 году чемпион Европы и серебряный призер чемпионата мира в классе Endurance Pneumatics Class 1. Награждён знаком «Золотой винт „Формулы 1“» UIM, медалью трижды героя Советского Союза А. И. Покрышкина.

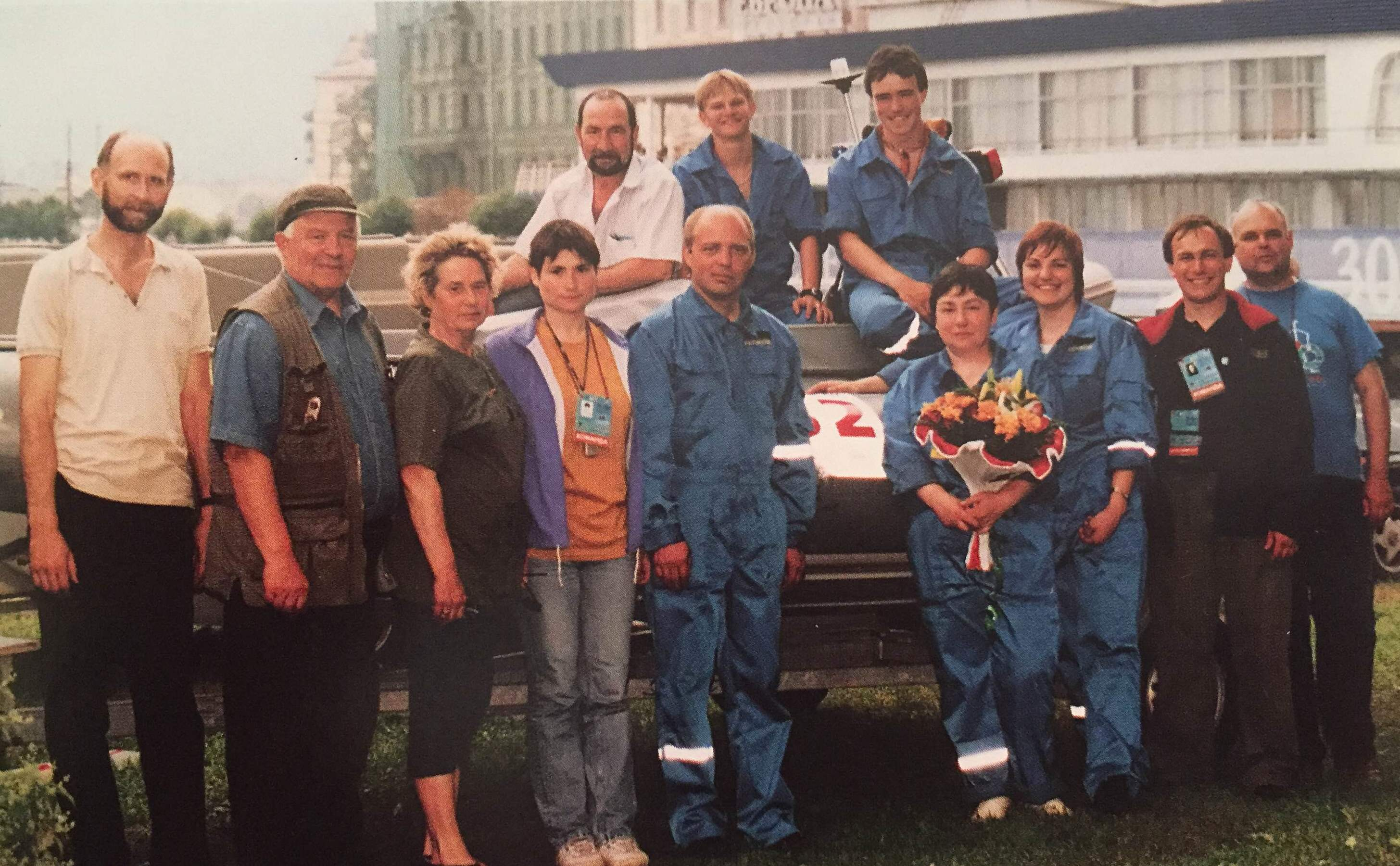
Пылаевы в составе команды «Фаворит», 2003 год.

## Вклад в развитие водно-моторного спорта
Пётр Пылаев внёс решающий вклад в создание 10 международных классов судов (классы PR и Formula Future), в которых 235 раз спортсмены России завоевали звания чемпионов мира и Европы.
Является старшим тренером сборной России с 2011 года по настоящее время, и подготовил 19 спортсменов, которые 45 раз стали чемпионами мира и 24 раза — чемпионами Европы.

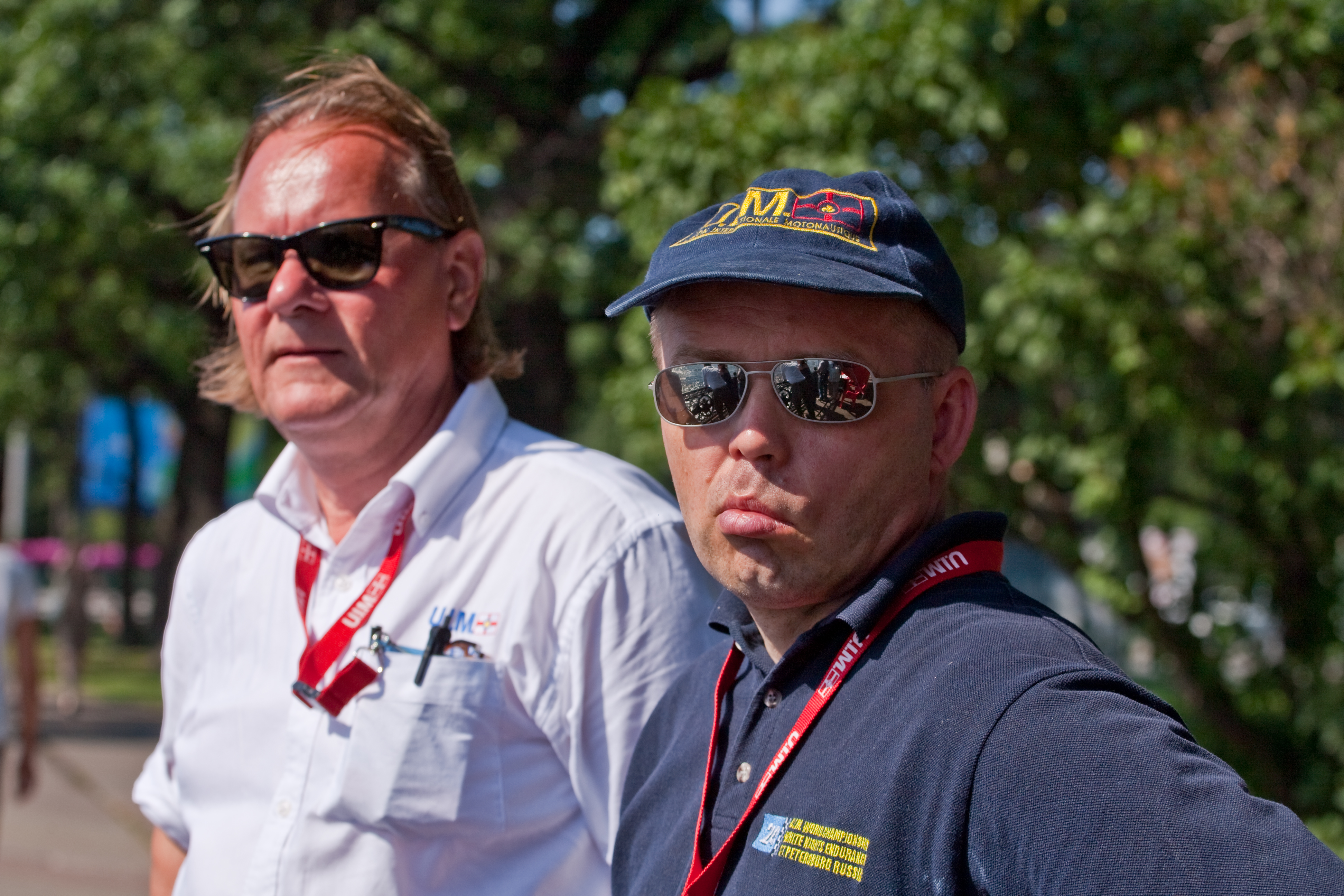
Пылаев П. А. на чемпионате мира «Формула 1» на воде в Санкт-Петербурге, 2010 г.

Пётр Александрович — единственный в мире человек — ассоциированный член Международного водно-моторного союза UIM, принятый Советом UIM за заслуги в развитии мирового водно-моторного спорта. Пылаев П.А. - международный комиссар UIM, член Международного спортивного комитета UIM, член комитета по аквабайку UIM, председатель комитета UIM по классу «Формула будущего»
Принимал участие в организации всех без исключения чемпионатов мира и Европы по водно-моторному спорту, проводившихся в Санкт-Петербурге в последние двадцать пять лет.
П.А.Пылаев – автор концепции новаторского спортивного класса «Формула свободы» для людей с ПОДА в особенности с ДЦП.
В 2004 и 2008 годах, под редакцией Пылаева, вышли два издания книги «Водно-моторный спорт».

## Награды
Награждён знаком «Золотой винт „Формулы 1“» UIM, медалью трижды героя Советского Союза А. И. Покрышкина, медалью «300 лет Санкт-Петербурга».